# Consolida arenaria
Consolida arenaria är en ranunkelväxtart som beskrevs av A. Carlström. Consolida arenaria ingår i släktet åkerriddarsporrar, och familjen ranunkelväxter. Inga underarter finns listade i Catalogue of Life.